# Avebury (by)
Avebury är en by och en civil parish belägen cirka 12 km söder om Swindon i Storbritannien. Den ligger i grevskapet Wiltshire och riksdelen England, i den södra delen av landet, 120 km väster om huvudstaden London. Orten har cirka 500 invånare.